# Дон (Міссурі)
Дон (англ. Dawn) — переписна місцевість (CDP) в США, в окрузі Лівінгстон штату Міссурі. Населення — 100 осіб (2020).

## Географія
Дон розташований за координатами 39°40′17″ пн. ш. 93°38′3″ зх. д. / 39.67139° пн. ш. 93.63417° зх. д. (39.671302, -93.634117).  За даними Бюро перепису населення США в 2010 році переписна місцевість мала площу 3,39 км², уся площа — суходіл.

## Демографія
Згідно з переписом 2010 року, у переписній місцевості мешкало 128 осіб у 63 домогосподарствах у складі 34 родин. Густота населення становила 38 осіб/км².  Було 72 помешкання (21/км²).
Расовий склад населення:
| - 99,2 % — білих - 0,8 % — корінних американців |

До двох чи більше рас належало 0,0 %. Частка іспаномовних становила 0,0 % від усіх жителів.
За віковим діапазоном населення розподілялося таким чином: 21,9 % — особи молодші 18 років, 64,8 % — особи у віці 18—64 років, 13,3 % — особи у віці 65 років та старші. Медіана віку мешканця становила 42,0 року. На 100 осіб жіночої статі у переписній місцевості припадало 91,0 чоловіків;  на 100 жінок у віці від 18 років та старших — 96,1 чоловіків також старших 18 років.
Медіана доходів становила 35 417 доларів для чоловіків та 15 417 доларів для жінок. За межею бідності перебувало 35,2 % осіб, у тому числі 54,5 % дітей у віці до 18 років та 15,0 % осіб у віці 65 років та старших.
Цивільне працевлаштоване населення становило 34 особи. Основні галузі зайнятості: сільське господарство, лісництво, риболовля — 29,4 %, роздрібна торгівля — 20,6 %, оптова торгівля — 11,8 %, фінанси, страхування та нерухомість — 11,8 %.